# 林方基
林方基（1950年2月22日—），馬來西亞華人，前馬來西亞國家足球隊守門員，曾代表馬來西亞參加1972年慕尼黑奧運會。林方基曾效力馬來西亞雪蘭莪足球會、香港精工足球會。2001至2005年曾任愉園體育會領隊。